# Ropica yapana
Ropica yapana är en skalbaggsart som beskrevs av J. Linsley Gressitt 1956. Ropica yapana ingår i släktet Ropica och familjen långhorningar. Inga underarter finns listade i Catalogue of Life.